# ウィリアム・ライト (宣教師)
ウィリアム・B・ライト（William Ball Wright、 1843年10月5日 - 1912年12月）は、英国聖公会の宣教師である。日本に派遣されて明治時代に活躍した。
1843年にアイルランドのキルケニー県に生まれる。アイルランドのダブリンのトリニティ・カレッジを卒業して、1867年に按手礼を受け、祭司に任職される。
1873年9月25日（明治6年）、アレクサンダー・クロフト・ショーと共に米国を経て、英国聖公会福音宣布協会（SPG）最初の日本宣教師として横浜に渡来。東京四谷に家を借りて、講義所(伝道所)を開設する。ライトは日本語を学ぶとともに、霊南坂の陽泉寺で米英人会衆のために英語礼拝を始めた。1874年12月、日本語教師、島田弟丸に授洗する。
翌1875年（明治8年）6月14日、後に麹町区となる第三大区三小区中六番町40番地に講義所（伝道所）を開設。英語学校の乙亥学社（乙亥学舎、乙亥学校）を併設し、初代校長に島田弟丸を任命する。1877年（明治10年）9月には、四谷箪笥町22番地（現・新宿区四谷三栄町）の若山儀一の持家を借りて乙亥学社の分校を開学した。
1877年（明治10年）から1878年（明治11年）の「東京府下居住各国人明細表」によると、ライトは乙亥学社では英語科を担当し、妻のエマ（Emma）も同じ塾で教えていたことが分かっている。
1878年（明治11年）には牛込昇天教会を設立したほか、赤坂、青山、小日向などに講義所を開設し、英語学校を併設した。英語学校では聖書とキリスト教倫理を教えた。さらに、農村地帯まで活動範囲を広げて宣教地域を拡大していった。
その後、ライトは麹町から築地居留地48番地に移り、ショーとともに聖書翻訳において先駆的な役割を果たしたが、1879年（明治12年）1月に夫人のエマが病気のため、イギリスに帰国する。
1882年（明治15年）2月には、ライトも日本を離れてイギリスに帰国した。1912年12月に英国のヨーク近くで溺死する。